# 太和镇 (重庆市)
太和镇，是中华人民共和国重庆市合川区下辖的一个乡镇级行政单位。

## 行政区划
太和镇下辖以下地区：
丝绸园社区、马门溪社区、唐家村、复兴村、望仙村、太和村、石岭村、富金村、沙金村、晒经村、白马村、楼房村、石墙村、把伞村、白阳村、石垭村、亭子村、报恩村、木莲村、仙桥村、小河村、菱角村和米市村。